# Liste der niederländischen Botschafter in China
Liste der niederländischen Botschafter in China. Die Adresse der Botschaft lautet Liangmahe South Road 4, Chaoyang, Peking

## Missionschefs
| Ernannt / Akkreditiert | Name                                           | Bemerkungen | ernannt während der Regierung von | akkreditiert während der Regierung | Posten verlassen |
| ---------------------- | ---------------------------------------------- | --- | --------------------------------- | ---------------------------------- | ---------------- |
| 1655                   | Pieter de Goyer                                | Niederländische Ostindien-Kompanie | Johan de Witt                     | Prinz von Gul                      |                  |
| 1655                   | Jacob de Keyser                                | Niederländische Ostindien-Kompanie | Johan de Witt                     | Prinz von Gul                      |                  |
| 1794                   | Isaac Titsingh                                 | Niederländische Ostindien-Kompanie | Wilhelm V.                        | Qianlong                           |                  |
| 1794                   | Abraham Andreas Everardus van Braam Houckgeest | Niederländische Ostindien-Kompanie | Wilhelm V.                        | Qianlong                           |                  |
| 1863                   | Jan des Amorie van der Hoeven                  | [ 2 ] | Johan Rudolf Thorbecke            | Cixi                               |                  |
| 1872                   | Jan Helenus Ferguson                           | (* 1826; † 1908) | Gerrit de Vries                   | Cixi                               | 1895             |
| 1895                   | Frits Fridolin Marinus Knobel                  | [ 3 ] | Joan Röell                        | Cixi                               | 1901             |
| 27. Nov. 1901          | Jonkheer John Loudon                           | Geschäftsträger | Abraham Kuyper                    | Cixi                               | 31. Jan. 1903    |
| 1903                   | Adolf Jacobus van Citters                      | Envoy Extraordinary and Minister Plenipotentiary am 10. Juni 1903 ernannt, war vom 20. November 1903 bis 1. Oktober 1908 akkreditiert. | Theo de Meester                   | Cixi                               | 1908             |
| 1927                   | Frans Beelaerts van Blokland                   | [ 4 ] | Theo de Meester                   | Cixi                               | 1927             |
| 1912                   | Jan Duyvendak                                  | Gesandtschaftsrat | Nicolaas Pierson                  | Cixi                               | 1918             |
| 1928                   | Willem Jacob Oudendijk                         | (* 22. Juli 1874; † 22. November 1953) Nanking                                                                                         | Theo de Meester                   | Cixi                               | 1931             |
| 1980                   | B. de Bruyn Ouboter                            | Geschäftsträger | Dries van Agt                     | Ye Jianying                        |                  |
| 1. Aug. 2001           | Paul Schellekens                               | | Wim Kok                           | Jiang Zemin                        |                  |
| 1. Juni 2005           | Philip de Heer                                 | [ 6 ] | Jan Peter Balkenende              | Hu Jintao                          |                  |
| 30. Juni 2005          | Rudolf Bekink                                  | [ 7 ] | Jan Peter Balkenende              | Hu Jintao                          |                  |
| 13. Aug. 2012          | Aart Jacobi                                    | |                                   |                                    |                  |
| 21. Dez. 2015          | Ron Keller                                     | |                                   |                                    |                  |